# Crempigny-Bonneguête
Crempigny-Bonneguête là một xã trong tỉnh Haute-Savoie thuộc vùng Auvergne-Rhône-Alpes đông nam Pháp.